# آنتونیو اسپوزیتو (بازیکن فوتبال، زاده ۱۹۷۲)
آنتونیو اسپوزیتو (انگلیسی: Antonio Esposito؛ زادهٔ ۱۳ دسامبر ۱۹۷۲) بازیکن فوتبال اهل سوئیس است.
از باشگاه‌هایی که در آن بازی کرده‌است می‌توان به باشگاه فوتبال گراس‌هاپر زوریخ، باشگاه فوتبال بازل، باشگاه فوتبال کالیاری، باشگاه فوتبال سن-اتین، باشگاه فوتبال لوگانو، و باشگاه فوتبال وارزه اشاره کرد.
وی همچنین در تیم ملی فوتبال سوئیس بازی کرده‌است.